# Mohammed Al-Hinai
Mohammed Al-Hinai (en árabe: محمد مبارك سويد الهنائي‎; Mascate, Omán; 19 de julio de 1984) es un exfutbolista de Omán que jugaba en la posición de Centrocampista.

## Carrera

### Club
| Periodo   | Club                     |
| --------- | ------------------------ |
| 1999-2005 | Oman Club                |
| 2005-2006 | Al-Nasr Salalah          |
| 2006-2007 | Qadsia SC                |
| 2007-2011 | Al-Nasr Salalah          |
| 2007–2008 | → Al-Sahel SC (cedido)   |
| 2010–2011 | → Al-Tadamon SC (cedido) |
| 2011      | Oman Club                |
| 2011–2016 | Fanja SC                 |
| 2016-2018 | Al-Wusta Club            |

### Selección nacional
Jugó para Omán en 37 ocasiones de 1999 a 2012 y anotó cinco goles; participó en la Copa Mundial de Fútbol Sub-17 de 2001, la copa Asiática 2004, en los Juegos Asiáticos de 2006, en tres eliminatorias mundialistas y en tres ediciones de la Copa de Naciones del Golfo.

## Logros
- Oman Professional League (1): 2011-12
- Copa del Sultán Qabus (1): 2013-14
- Copa de la Liga de Omán (1): 2014-15
- Supercopa de Omán (1): 2012